# Mulupi Makuto
Mulupi Makuto – kenijski piłkarz grający na pozycji pomocnika. W swojej karierze rozegrał 1 mecz w reprezentacji Kenii.

## Kariera reprezentacyjna
W reprezentacji Kenii Makuto zadebiutował 9 marca 1990 roku w przegranym 0:2 grupowym meczu Pucharu Narodów Afryki 1990 z Kamerunem, rozegranym w Annabie. Był to jego jedyny rozegrany mecz w kadrze narodowej.